# 화순 개천사 비자나무 숲
화순 개천사 비자나무숲은 대한민국 전라남도 화순군 개천산과 천태산, 개천사 주변에 있는 비자나무 숲이다. 대한민국의 천연기념물 제483호로 지정되어 있다. 개천사 주변에 심었던 비자나무가 확산된 것으로 보이며 생장이 느린 비자나무로서는 규모와 발달 정도가 우수하다.

## 개요
비자나무는 우리 선조들이 열매는 약제(구충제 등)와 기름을 짜서 식용으로 이용하였고, 목재는 재질이 좋아 각종 가구재로 사용하는 등 귀하게 여겼던 유용한 나무이다.
화순 개천산과 천태산, 개천사 주변에 위치하고 있는 이 비자나무 숲은 과거에 사찰 주변에 식재 조성했던 비자나무가 확산된 것으로 보이며 분포면적, 분포본수, 생육상태 등이 매우 양호한 군락으로, 학술적 가치가 크며, 생장이 느린 비자나무로서는 규모와 발달정도가 우수하다.
특히, 개천사 북쪽의 비자나무 1주는 수령이 400년 정도로 추정되며, 수고 16.0m, 흉고둘레 3.5m에 달하고 수관폭은 18.4m에 이르는 노거수로 보존가치가 높다.

## 참고 자료
- 화순 개천사 비자나무 숲 - 국가유산청 국가유산포털